# Eremogone szowitsii
Eremogone szowitsii là loài thực vật có hoa thuộc họ Cẩm chướng. Loài này được (Boiss.) Ikonn. mô tả khoa học đầu tiên năm 1973.